# Audra (Vorname)
Audra ist ein weiblicher Vorname.

## Herkunft und Bedeutung
Audra ist eine seit Mitte des 19. Jahrhunderts verwendete Variante des Vornamens Audrey.
Außerdem kommt der Name im Litauischen vor, wo er sich von audra (dt. "Sturm") ableitet. Eine weitere litauische Variante ist Audronė. Die männlichen Formen sind Audronius, Audrys und Audrius.

## Bekannte Namensträgerinnen
- Audra Daujotienė (*  1953), litauische  Politikerin,  Vizebürgermeisterin von Klaipėda
- Audra Marie Lindley (1918–1997), US-amerikanische Schauspielerin
- Audra Mae (* 1984), US-amerikanische Singer-Songwriterin
- Audra Ann McDonald (* 1970), US-amerikanische Schauspielerin und Musikerin
- Audra Mikalauskaitė (* 1960), litauische Politikerin